# Coeloturatia
Coeloturatia là một chi bướm đêm thuộc họ Noctuidae.